# 24 uur van Le Mans 1950

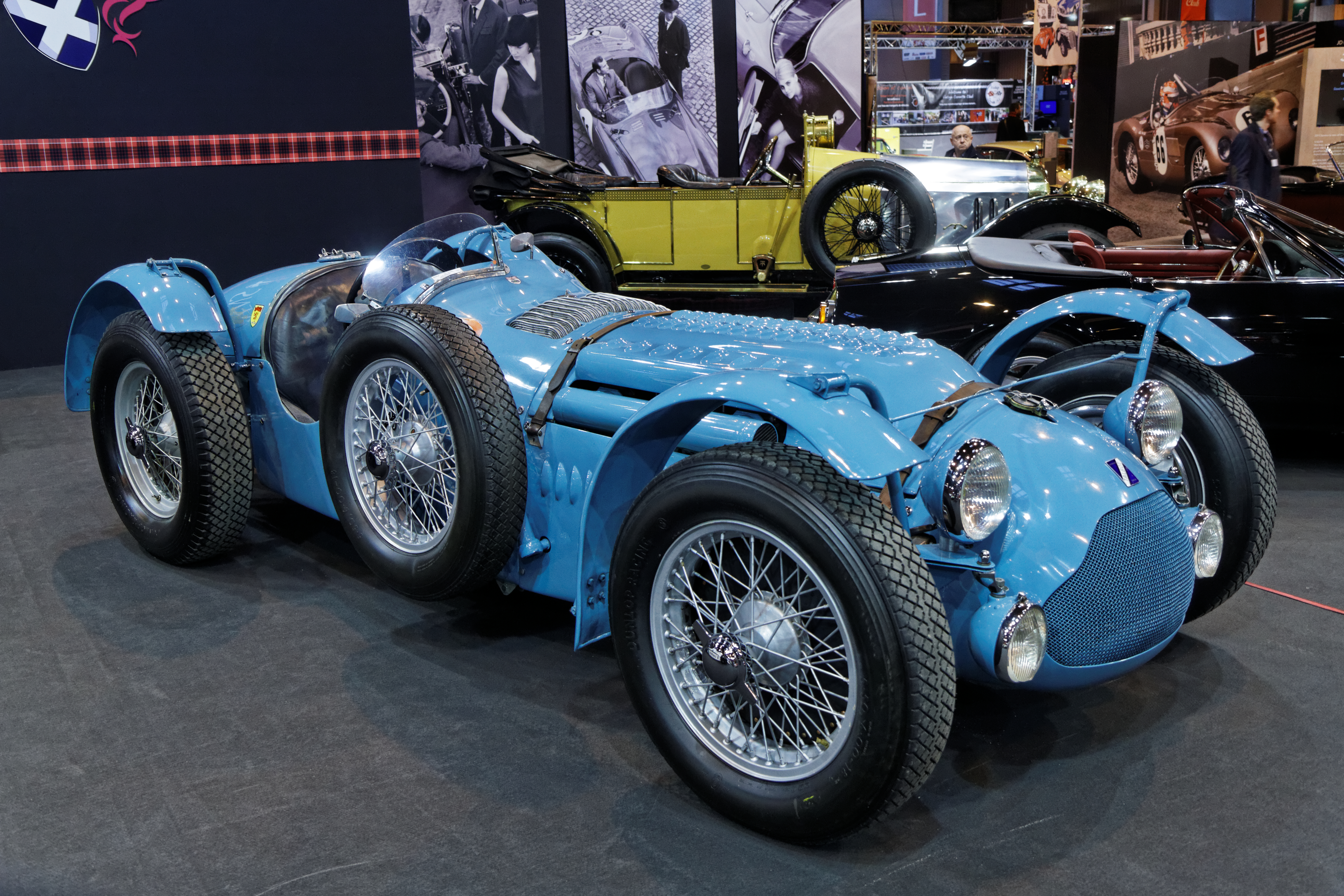
De winnende auto: de Talbot-Lago T26 GS Biplace #5.

De 24 uur van Le Mans 1950 was de 18e editie van deze endurancerace. De race werd verreden op 24 en 25 juni 1950 op het Circuit de la Sarthe nabij Le Mans, Frankrijk.
De race werd gewonnen door de Louis Rosier #5 van Louis Rosier en zijn zoon Jean-Louis Rosier, die allebei hun enige Le Mans-zege behaalden. Opvallend genoeg reed Louis bijna de hele race, slechts twee ronden werden afgelegd door Jean-Louis. De S 8.0-klasse werd gewonnen door de S.H. Allard #4 van Sydney Allard en Tom Cole jr. De S 3.0-klasse werd gewonnen door de Aston Martin Ltd. #19 van George Abecassis en Lance Macklin. De S 2.0-klasse werd gewonnen door de H.J. Aldington #30 van Richard Stoop en Taso Mathieson. De S 1.5-klasse werd gewonnen door de Jowett Cars Ltd. #36 van Tommy Wisdom en Tommy Wise. De S 750-klasse werd gewonnen door de Rudý Letov Letnany #51 van Maus Gatsonides en Henk Hoogeven. De S 1.1-klasse werd gewonnen door de Jean Sandt #46 van Jean Sandt en Hervé Coatalen.

## Race
Winnaars in hun klasse zijn vetgedrukt. Auto's die minder dan 70% van de afstand van de winnaar van hun klasse hadden afgelegd werden niet geklasseerd. De #8 Ecurie Lutetia werd gediskwalificeerd vanwege een waterlek.
| Pos. | Klasse | No. | Team                          | Coureurs                                 | Chassis                                | Motor                                    | Ronden |
| ---- | ------ | --- | ----------------------------- | ---------------------------------------- | -------------------------------------- | ---------------------------------------- | ------ |
| 1    | S 5.0  | 5   | Louis Rosier                  | Louis Rosier Jean-Louis Rosier           | Talbot Lago T26 GS Biplace             | Talbot-Lago 4.5L S6                      | 256    |
| 2    | S 5.0  | 7   | Pierre Meyrat                 | Pierre Meyrat Guy Mairesse               | Talbot-Lago T26 Monoplace Decalee      | Talbot-Lago 4.5L S6                      | 255    |
| 3    | S 8.0  | 4   | S.H. Allard                   | Sydney Allard Tom Cole jr.               | Allard J2                              | Cadillac 5.4L V8                         | 251    |
| 4    | S 5.0  | 14  | Healey Motors Ltd.            | Tony Rolt Duncan Hamilton                | Nash-Healey E                          | Nash 3.8L S6                             | 250    |
| 5    | S 3.0  | 19  | Aston Martin Ltd.             | George Abecassis Lance Macklin           | Aston Martin DB2                       | Aston Martin 2.6L S6                     | 249    |
| 6    | S 3.0  | 21  | Aston Martin Ltd.             | Reg Parnell Charles Brackenbury          | Aston Martin DB2                       | Aston Martin 2.6L S6                     | 244    |
| 7    | S 3.0  | 18  | Henri Louveau                 | Henri Louveau Jean Estager               | Delage D6-3L                           | Delage 3.0L S6                           | 241    |
| 8    | S 5.0  | 11  | E.R. Hall                     | E.R. Hall Tom Clarke                     | Bentley Corniche TT Coupé              | Bentley 4.3L S6                          | 236    |
| 9    | S 2.0  | 30  | H.J. Aldington                | Richard Stoop Taso Mathieson             | Frazer Nash Milla Miglia               | Bristol 2.0L S6                          | 235    |
| 10   | S 8.0  | 3   | Briggs Cunningham             | Miles Collier Sam Collier                | Cadillac Coupe de Ville                | Cadillac 5.4L V8                         | 233    |
| 11   | S 8.0  | 2   | Briggs Cunningham             | Briggs Cunningham Phil Walters           | Cadillac Spider                        | Cadillac 5.4L V8                         | 232    |
| 12   | S 5.0  | 15  | Peter Clark                   | Peter Clark Nick Haines                  | Jaguar XK120S                          | Jaguar 3.4L S6                           | 230    |
| 13   | S 5.0  | 6   | André Chambas                 | André Chambas André Morel                | Talbot-Lago Gran Sport Coupe           | Talbot-Lago 4.5L S6                      | 228    |
| 14   | S 5.0  | 12  | Jack Hay                      | Jack Hay Hugh Hunter                     | Bentley 4¼ Paulin                      | Bentley 4.3L S6                          | 225    |
| 15   | S 5.0  | 16  | Peter Walker                  | Peter Whitehead John Marshall            | Jaguar XK120S                          | Jaguar 3.4L S6                           | 225    |
| 16   | S 1.5  | 36  | Jowett Cars Ltd.              | Tommy Wisdom Tommy Wise                  | Jowett Jupiter Javelin                 | Jowett 1486cc Flat-4                     | 220    |
| 17   | S 3.0  | 22  | Robert Lawrie                 | Robert Lawrie Geoffrey Beetson           | Riley RMC                              | Riley 2.5L S4                            | 213    |
| 18   | S 1.5  | 39  | George Phillips               | George Phillips Eric Winterbottom        | MG TC Special                          | MG 1244cc S4                             | 208    |
| 19   | S 3.0  | 23  | Nigel Mann                    | Nigel Mann Mortimer Morris-Goodall       | Healey Elliott                         | Riley 2.4L S4                            | 203    |
| 20   | S 2.0  | 31  | Norman Culpan                 | Norman Culpan Peter Wilson               | Frazer Nash High Speed Le Mans Replica | Bristol 2.0L S6                          | 201    |
| 21   | S 750  | 51  | Rudý Letov Letnany            | Maus Gatsonides Henk Hoogeven            | Aero Minor 750                         | Aero 744cc Flat-2 (tweetaktmotor)        | 184    |
| 22   | S 750  | 52  | Établissements Monopole       | Jean de Montrémy Jean Hémard             | Monopole X84                           | Panhard 611cc Flat-2                     | 180    |
| 23   | S 750  | 58  | Automobiles Deutsch et Bonnet | René Bonnet Élie Bayol                   | DB Sport                               | Panhard 611cc Flat-2                     | 175    |
| 24   | S 1.1  | 46  | Jean Sandt                    | Jean Sandt Hervé Coatalen                | Renault 4CV                            | Renault 760cc S4                         | 171    |
| 25   | S 1.1  | 48  | Louis Pons                    | Jacques Lecat Louis Pons                 | Renault 4CV                            | Renault 760cc S4                         | 170    |
| 26   | S 750  | 55  | Auguste Lachaize              | Auguste Lachaize Albert Debille          | Panhard Dyna X84 Sport                 | Panhard 611cc Flat-2                     | 168    |
| 27   | S 1.1  | 45  | Just-Emile Vernet             | Just-Emile Vernet Roger Eckerlein        | Renault 4CV                            | Renault 760cc S4                         | 158    |
| 28   | S 750  | 56  | Raymond Gaillard              | Raymond Gaillard Pierre Chancel          | Callista RAN D120                      | Panhard 611cc Flat-2                     | 153    |
| 29   | S 750  | 57  | Louis Eggen                   | Louis Eggen Escale                       | Panhard Dyna X84                       | Panhard 611cc Flat-2                     | 151    |
| DNF  | S 5.0  | 17  | Leslie Johnson                | Leslie Johnson Bert Hadley               | Jaguar XK120S                          | Jaguar 3.4L S6                           | 220    |
| DSQ  | S 5.0  | 8   | Ecurie Lutetia                | Charles Pozzi Pierre Flahaut             | Delahaye 175S                          | Delahaye 4.5L S6                         | 165    |
| DNF  | S 2.0  | 28  | Peter Mitchell-Thomson        | Peter Mitchell-Thomson Jean Lucas        | Ferrari 166 MM Berlinetta LM           | Ferrari 2.0L V12                         | 164    |
| DNF  | S 1.1  | 43  | Automobiles Gordini           | Georges Blondel Raoul Martin             | Gordini T15S                           | Simca 1090cc S4                          | 157    |
| DNF  | S 1.1  | 41  | Mmes Rouault et Gordine       | Germaine Rouault Reginé Gordine          | Gordini T11 MM                         | Simca 1090cc S4                          | 143    |
| DNF  | S 750  | 49  | Jacques Poch                  | Jacques Poch Edmond Mouche               | Aero Minor                             | Aero 744cc Flat-2 (tweetaktmotor)        | 139    |
| DNF  | S 1.1  | 40  | Norbert-Jean Mahé             | Norbert-Jean Mahé Sacha Gordine          | Simca Huit                             | Simca 1090cc S4                          | 126    |
| DNF  | S 3.0  | 24  | Luigi Chinetti                | Luigi Chinetti Pierre-Louis Dreyfus      | Ferrari 195 S Barchetta                | Ferrari 2.3L V12                         | 121    |
| DNF  | S 5.0  | 10  | Etablissements Delettrez      | Jean Delettrez Jacques Delettrez         | Delettrez Diesel                       | Delettrez 4.4L S6 (diesel)               | 120    |
| DNF  | S 1.1  | 44  | A.Z.N.P.                      | Václav Bobek Jaroslav Netušil            | Škoda 1101 Spyder                      | Škoda 1089cc S4                          | 120    |
| DNF  | S 750  | 54  | Guy Lapchin                   | Guy Lapchin Charles Plantivaux           | Panhard Dyna X84 Sport                 | Panhard 611cc Flat-2                     | 115    |
| DNF  | S 3.0  | 33  | Automobiles Gordini           | Juan Manuel Fangio José Froilán González | Gordini T15S Coupé                     | Simca 1491cc supercharged S4             | 95     |
| DNF  | S 1.1  | 47  | Ets. Savin & Leroy            | Fernand Leroy Marcel Joseph              | Renault 4CV                            | Renault 760cc S4                         | 92     |
| DNF  | S 750  | 53  | Jacques Savoye                | Jacques Savoye Eugène Dussous            | Monopole X84                           | Panhard 611cc Flat-2                     | 89     |
| DNF  | S 750  | 50  | Sté. Pierre Ferry             | Pierre Ferry André-Georges Claude        | Ferry Sport                            | Renault 747cc S4                         | 86     |
| DNF  | S 3.0  | 25  | Luigi Chinetti                | Raymond Sommer Dorino Serafini           | Ferrari 195 S Berlinetta               | Ferrari 2.3L V12                         | 82     |
| DNF  | S 1.1  | 42  | Automobiles Gordini           | José Scaron Robert Pascal                | Gordini T15S                           | Simca 1090cc S4                          | 77     |
| DNF  | S 1.5  | 37  | Jean Brault                   | Jean Brault Louis Paimpol                | Fiat 1500 Spéciale                     | Fiat 1.5L S4                             | 75     |
| DNF  | S 1.5  | 35  | Automobiles Gordini           | Roger Loyer Jean Behra                   | Gordini T15S                           | Simca 1491cc S4                          | 50     |
| DNF  | S 2.0  | 64  | Automobiles Deutsch et Bonnet | René Simone Michel Arnaud                | DB 5                                   | Citroën 1.9L S4                          | 44     |
| DNF  | S 2.0  | 26  | Porfirio Rubirosa             | Porfirio Rubirosa Pierre Leygonie        | Ferrari 166 MM                         | Ferrari 2.0L V12                         | 44     |
| DNF  | S 5.0  | 1   | Manufactures d'Armes de Paris | Pierre Veyron Fernand Lacour             | M.A.P. Diesel                          | M.A.P. 5.0L supercharged Flat-4 (diesel) | 39     |
| DNF  | S 3.0  | 32  | Automobiles Gordini           | Maurice Trintignant Robert Manzon        | Gordini T15S Coupé                     | Simca 1491cc supercharged S4             | 34     |
| DNF  | S 1.1  | 63  | Marcel Gendron                | Marcel Gendron Jean Vinatier             | Renault 4CV                            | Renault 760cc S4                         | 32     |
| DNF  | S 2.0  | 27  | Mme Y. Simon                  | Yvonne Simon Michel Kasse                | Ferrari 166 MM Coupé                   | Ferrari 2.0L V12                         | 25     |
| DNF  | S 750  | 60  | Ecurie Verte                  | Emmanuel Baboin Pierre Gay               | Simca Six Spéciale                     | Simca 580cc S4                           | 20     |
| DNF  | S 1.5  | 34  | Automobiles Gordini           | André Simon Aldo Gordini                 | Gordini T15S                           | Simca 1491cc S4                          | 14     |
| DNF  | S 1.1  | 66  | André Guillard                | André Guillard Roger Carron              | Simca Huit Spéciale                    | Simca 1087cc S4                          | 13     |
| DNF  | S 3.0  | 20  | Aston Martin Ltd.             | Eric Thompson John Gordon                | Aston Martin DB2                       | Aston Martin 2.6L S6                     | 8      |
| DNF  | S 750  | 59  | Automobiles Deutsch et Bonnet | Georges Guyot Pierre Chaussat            | DB Sport                               | Panhard 611cc Flat-2                     | 6      |
| DNF  | S 5.0  | 9   | Ecurie Lutetia                | Gaston Serraud André Guelfi              | Delahaye 175S                          | Delahaye 4.5L S6                         | 0      |

1923 · 1924 · 1925 · 1926 · 1927 · 1928 · 1929 · 1930 · 1931 · 1932 · 1933 · 1934 · 1935 · 1936 · 1937 · 1938 · 1939 · 1940 - 1948 · 1949 · 1950 · 1951 · 1952 · 1953 · 1954 · 1955 (Ramp) · 1956 · 1957 · 1958 · 1959 · 1960 · 1961 · 1962 · 1963 · 1964 · 1965 · 1966 · 1967 · 1968 · 1969 · 1970 · 1971 · 1972 · 1973 · 1974 · 1975 · 1976 · 1977 · 1978 · 1979 · 1980 · 1981 · 1982 · 1983 · 1984 · 1985 · 1986 · 1987 · 1988 · 1989 · 1990 · 1991 · 1992 · 1993 · 1994 · 1995 · 1996 · 1997 · 1998 · 1999 · 2000 · 2001 · 2002 · 2003 · 2004 · 2005 · 2006 · 2007 · 2008 · 2009 · 2010 · 2011 · 2012 · 2013 · 2014 · 2015 · 2016 · 2017 · 2018 · 2019 · 2020 · 2021 · 2022 · 2023 · 2024